# کیم جینائه
کیم جینائه (کره‌ای: 김진애; هانجا: 金鎭愛؛ زادهٔ ۱۶ فوریه ۱۹۵۳)، که با نام کیم جین-آی نیز شناخته می‌شود، یک مهندس شهری و سیاستمدار اهل کره جنوبی است.

## زندگی‌نامه
در سال ۱۹۷۱، کیم تنها زنی بود که به دانشکده مهندسی دانشگاه ملی سئول راه یافت، در حالی که ساختمان این دانشکده در آن زمان فقط دارای سرویس‌های بهداشتی مردانه بود.
پس از بازگشت از تحصیل در مؤسسه فناوری ماساچوست، کیم در چندین پروژه مهم برنامه‌ریزی شهری مشارکت داشت، از جمله ایجاد شهر جدید سانبون، که یکی از شهرهای اقماری سئول است، و بازسازی اینسا-دونگ. او همچنین در نقش‌های مشاوره‌ای متعدد در سیاست‌گذاری برای دولت‌های محافظه‌کار و لیبرال فعالیت کرد و در پروژه‌های مهم عمرانی مانند شهر سجونگ مشارکت داشت.
در انتخابات عمومی سال ۲۰۰۸، کیم در جایگاه هفدهم فهرست نمایندگی نسبی حزب پیشین حزب دموکرات کره قرار گرفت، اما موفق به انتخاب نشد. با این حال، پس از استعفای یکی از اعضای منتخب این فهرست، سرانجام در نوامبر ۲۰۰۹ به عنوان نماینده وارد مجلس شد. شناخته‌شده‌ترین فعالیت او به عنوان نماینده مجلس برای عموم مردم، برجسته‌سازی مشکلات پروژه پروژه چهار رودخانه بزرگ در دولت لی میونگ-باک بود.
در انتخابات عمومی سال ۲۰۱۲، کیم برای کسب نامزدی حزب دموکرات در حوزه انتخابیه ماپو در سئول اقدام کرد اما در رقابت با نو وونگ-ره شکست خورد.
در انتخابات عمومی سال ۲۰۲۰، کیم در صدر فهرست نمایندگی نسبی حزب تازه‌تأسیس قرار گرفت. او به عنوان رهبر فراکسیون انتخاب شد، زیرا تنها نماینده حزب بود که بیش از یک دوره در مجلس حضور داشت. در دسامبر ۲۰۲۰، کیم نامزدی خود را برای انتخابات میان‌دوره‌ای شهرداری سئول در آوریل ۲۰۲۱ اعلام کرد. در ۸ مارس ۲۰۲۱، کیم برای تمرکز بر کارزار انتخاباتی خود جهت تصدی شهرداری پایتخت، استعفای خود را از عضویت در مجمع ملی ارائه داد. پس از آنکه نظرسنجی توافقی نشان داد که پارک یونگ-سان از حزب دموکرات برای این سمت مناسب‌تر است، کیم و حزبش از پارک حمایت کردند. پس از استعفای کیم، کیم اوی-گیوم، سخنگوی پیشین رئیس‌جمهور مون جائه-این، در ۲۴ مارس ۲۰۲۱ کرسی او را در مجلس به دست آورد.
کیم پیش‌تر استاد مدعو معماری در دانشگاه زنان ایهوا و استاد وابسته در KAIST بوده است.
کیم دارای سه مدرک در رشته معماری است: کارشناسی از دانشگاه ملی سئول، کارشناسی ارشد از مؤسسه فناوری ماساچوست و دکترای برنامه‌ریزی شهری از MIT. او همچنین از دبیرستان دخترانه ایهوا فارغ‌التحصیل شده است.